# Giovanni Morini
Giovanni Morini (Como, 2 febbraio 1995) è un hockeista su ghiaccio italiano, milita come attaccante nell'HC Lugano, squadra della National League, e nella Nazionale italiana.
Dal 2020 è testimonial dei City Angels di Lugano.

## Biografia
Giovanni Morini ha un fratello gemello di nome Paolo, ex giocatore di hockey su ghiaccio e attualmente assistente Allenatore della prima squadra dell'HC Lugano.

## Carriera

### Club
Morini crebbe nelle giovanili dell'Hockey Como e del Real Torino HC. A sedici anni si trasferì in Svizzera, assieme al fratello, per andare a giocare nelle giovanili dell'HC Chiasso e dell'HC Lugano. Divenuto capitano della formazione Juniores Elite ticinese, nel marzo 2015, dopo una stagione convincente, venne promosso in prima squadra.

### Nazionale
Giovanni Morini, con la rappresentativa giovanile dell'Under-18 disputò due campionati di categoria in Prima Divisione gruppo A: 2012 e 2013 (entrambi chiusi al terzo posto).
Con l'Under-20 disputò due campionati di categoria, uno in Prima Divisione gruppo B: 2014 (vittoria e promozione in Prima Divisione gruppo A); ed uno in Prima Divisione gruppo A: 2015 (quarto posto finale).
Nel febbraio del 2015, dopo le ottime prestazione nel mondiale Under-20 venne convocato in Nazionale maggiore, facendo il suo esordio  nell'Euro Ice Hockey Challenge contro la Slovacchia. Due mesi dopo prese parte al mondiale di Prima Divisione disputatosi in Polonia.

## Palmarès

### Giovanili
- Campionato italiano U18: 1

Real Torino: 2010-2011

### Nazionale
- Campionato mondiale di hockey su ghiaccio Under-20 - Prima Divisione B: 1

Gran Bretagna 2014

### Individuale
- Miglior percentuale nei Face-Off del Campionato mondiale di hockey su ghiaccio Under-20 - Prima Divisione A: 1

Italia 2015 (60,64%)
- Top Player on Team del Campionato mondiale di hockey su ghiaccio Under-20 - Prima Divisione A: 1

Italia 2015
- Top 3 Player on Team del Campionato mondiale di hockey su ghiaccio: 1

Germania & Francia 2017